# Jamaïque
Pour les articles homonymes, voir Jamaïque (homonymie) et Jamaica.
Jamaïque
(en) Jamaica 
La Jamaïque (en anglais : Jamaica) est un État insulaire de la mer des Caraïbes. Elle constitue un État souverain indépendant depuis 1962, faisant partie des Antilles, situé au sud de Cuba et à l'ouest de l’Île Hispaniola, territoire de la république d’Haïti et de la République dominicaine.
Initialement peuplée sous l’ère précolombienne par les indigènes Arawaks Taïnos, l'île passe sous contrôle espagnol à la suite de l'arrivée de Christophe Colomb en 1494. De nombreux indigènes meurent alors de maladies et les Espagnols y transfèrent des esclaves africains. Nommée « Santiago », l'île demeure une possession espagnole jusqu'en 1655, lorsque l'Angleterre la conquiert et la rebaptise « Jamaica ». Sous le joug colonial britannique elle devient l'un des principaux exportateurs de sucre au monde grâce à son économie de plantation reposant sur l'esclavage. Les Britanniques émancipent les esclaves en 1838, et nombre d'entre eux préfèrent alors l'agriculture vivrière aux plantations. À partir des années 1840, les Britanniques ont recours à des Chinois et des Indiens pour travailler dans les plantations. L'île obtient son indépendance du Royaume-Uni le 6 août 1962.
La culture jamaïcaine a été diffusée dans le monde à travers le reggae et son plus célèbre représentant, Bob Marley. Elle rayonne également à travers ses exploits sportifs en athlétisme, avec des champions comme Usain Bolt et Shelly-Ann Fraser-Pryce.

## Toponymie
Le nom du pays provient de Xamayca (prononcé en moyen espagnol /ʃamaika/) signifiant « la terre du bois et de l'eau », dans la langue des Arawaks.

## Histoire
Les Arawaks sont les premiers à avoir peuplé l'île de la Jamaïque vers les années 1000, en provenance d'Amérique du Sud ; partis s'installer dans les Caraïbes à cause d’un grand mouvement de population. Ce peuple vit de l’agriculture et produit du maïs, du manioc, du tabac et des racines. Il exerce également la pêche et pratique la chasse à l’arc. Ils dansent et emploient des instruments de musique pour les accompagner comme l’ocarina ou le tiriaman qui est une flûte.
La Jamaïque fut annexée par l'Espagne après que Christophe Colomb, accompagné de Juan de Esquivel, y débarqua en 1494. Il y créa la ville « Sevilla la Nueva » (appelé aujourd'hui juste Seville, localisé à l'ouest de Saint Ann's Bay sur la côte nord). Colomb l'employa en tant que domaine privé de sa famille. Plus tard, les Espagnols abandonnent Sevilla la Nueva, trop inhospitalière, pour s'installer dans les plaines riches et fertiles du sud. Ils ont ainsi créé une nouvelle ville : « Santiago de la Vega » (aujourd'hui Spanish Town). Les Arawaks constituèrent la première main-d'œuvre d'esclaves pour les Espagnols. La quasi-totalité des Arawaks fut rapidement exterminée et sont morts à cause des maladies des Européens. On ne comptait déjà plus d'autochtones à la fin du XVIe siècle.

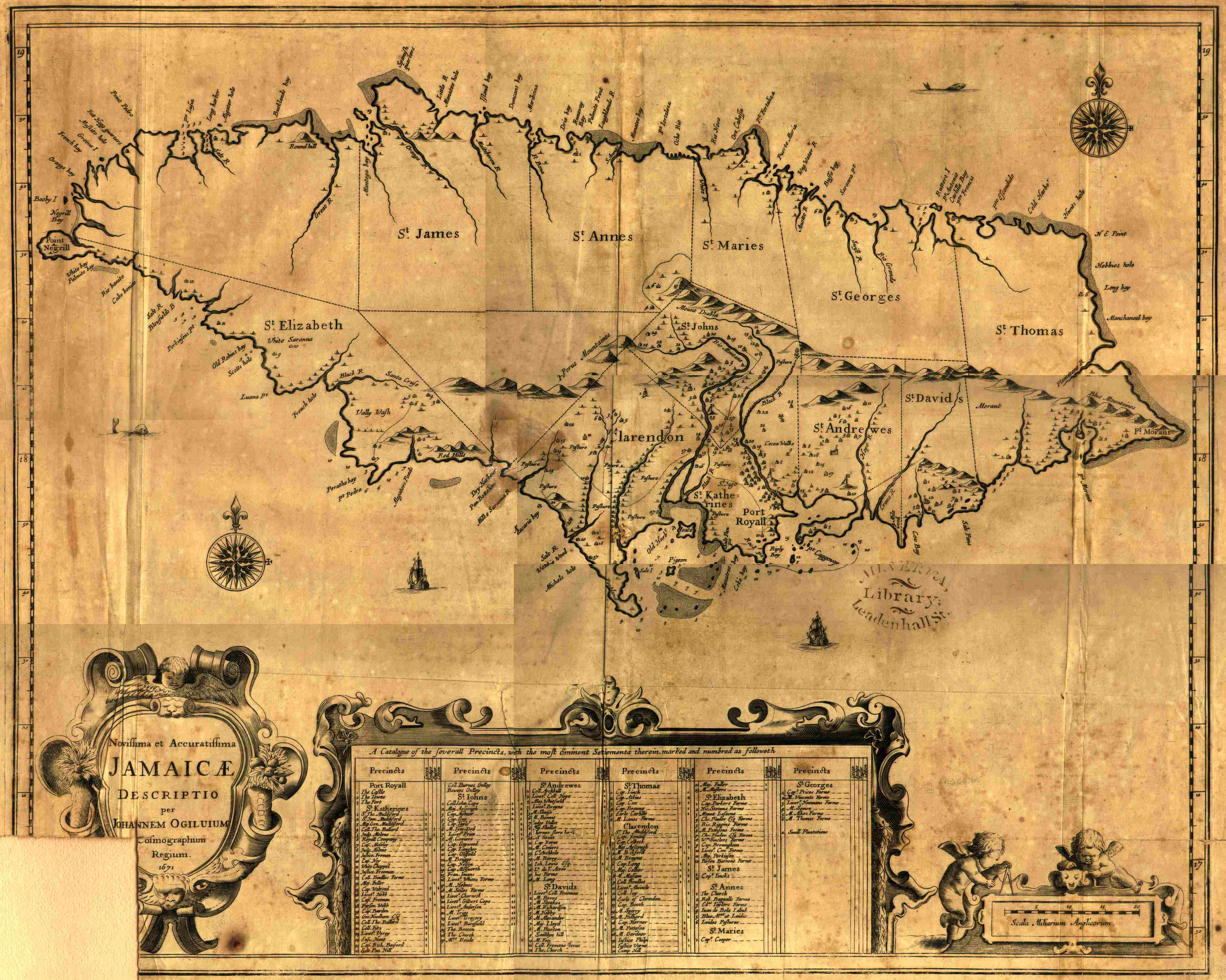
Carte de la Jamaïque (postérieure à 1671).

L'amiral anglais William Penn et le général Robert Venables s'emparèrent de l'île le 27 mai 1655, qui devint officiellement une colonie britannique en 1670. Entretemps, la plupart des colons espagnols avaient quitté l'île pour Cuba, restée espagnole. Au cours de l'invasion, des groupes d'esclaves africains fuient les plantations pour se réfugier dans les hauteurs de l'ile, d'où ils mènent une série d'escarmouches avec les Britanniques avant d’être vaincus puis déportés vers la province canadienne de la Nouvelle-Écosse. L'amiral Penn donna à « Santiago de la Vega » le nom de Spanish Town et fit de l'île une plaque tournante de la lutte contre l'Espagne et la piraterie. Parmi les nouveaux arrivants, une première vague d'immigration française, installée en particulier dans la paroisse de Saint Andrew, à Liguanea, où les 600 habitants à l'époque sont anglais et français, ainsi qu'à Sainte-Catherine. Les registres paroissiaux conservent les noms français de Bouin, Roche, Sablé, Clisson, Mainet, Jarries, Tranchant, Faucourt, Lemoque, Declozel, Chamlet, Plisson, Causson, Tapin, Lafleur, Lépine, Thomassin, Touzalin, Godin, Buchier, Narvais, Pintard, Augier, Campion, Dupuy, Durant, ou Pelpiat.
Plus tard, la Jamaïque devint le deuxième plus grand exportateur de sucre au monde, mais loin derrière la colonie française de Saint-Domingue. L'emploi d'esclaves par la Grande-Bretagne, à partir de 1672, une vingtaine d'années après la prise de l'île aux Espagnols, eut comme conséquence de faire de la Jamaïque l'une des plaques tournantes de la traite des noirs.
Elle connaît au même moment une nouvelle vague d'immigration française. Le 28 juillet 1681, le roi d'Angleterre Charles II signe à Hampton Court l'édit enjoignant aux colonies anglaises d'accueillir et naturaliser les huguenots français. Un ordre daté de janvier 1683 mentionne 42 protestants français auxquels doit être fourni le passage vers la Jamaïque ». Parmi eux, quelques patronymes encore portés par des familles jamaïcaines : Rusea, Nazereau, Gaultier, Boucher, Duquesne, de Boneval, Perrin, du Bourgay, Valette, ou encore Galdy,.

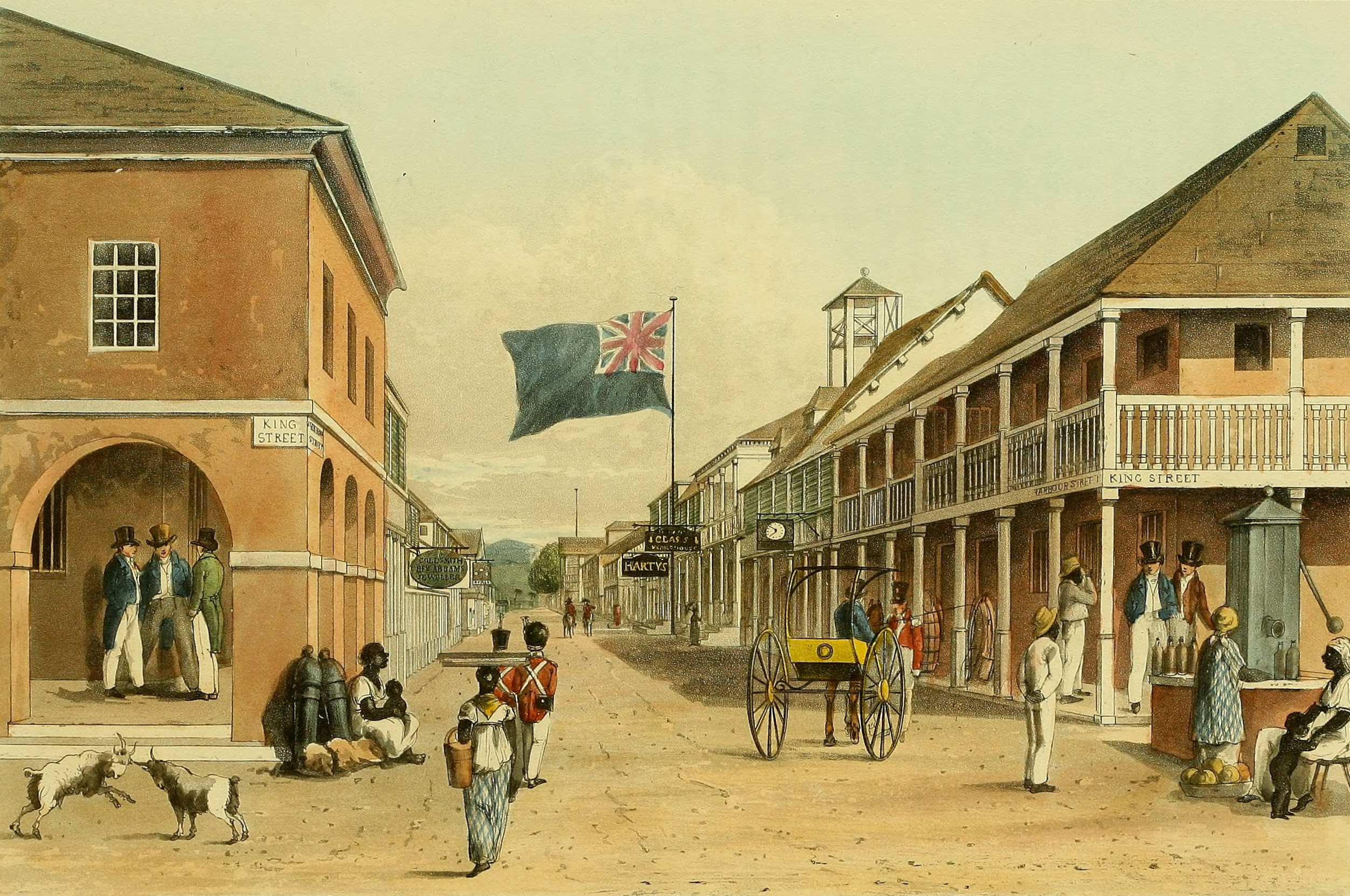
Harbour Street, Kingston, 1820.

Plus d'un demi-million d'esclaves africains sont débarqués sur l'île entre 1701 et 1807. À la fin du XVIIIe siècle, l'île comptait 300 000 esclaves ; au début du XIXe siècle, la population noire était en proportion de 20 contre 1. Une série de révoltes suivit. Durant cette époque, les Britanniques eurent beaucoup de mal à traquer les nègres marrons, ces esclaves qui réussissaient à s'enfuir.

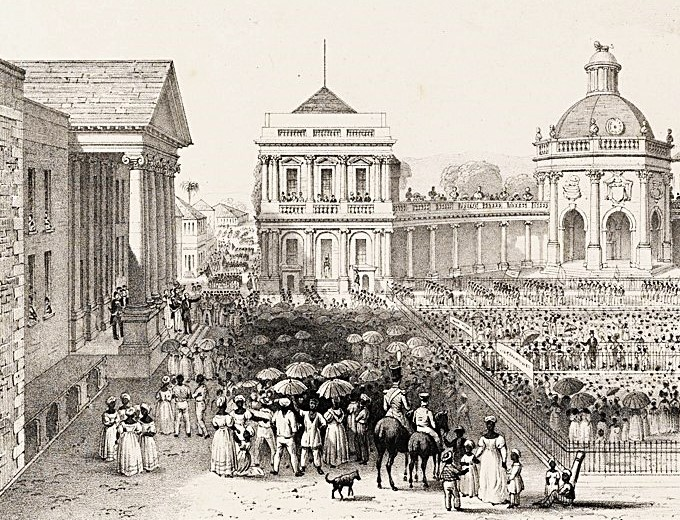
Proclamation de l'abolition de l'esclavage dans la colonie de Jamaïque, le 1er août 1838, depuis la maison du gouverneur à Spanish Town.

En 1831, une rébellion d'esclaves, lancée par Sam Sharpe, éclate au nord-ouest de la Jamaïque. Bien qu'elle soit écrasée par les forces britanniques, elle permet d'influencer le débat abolitionniste qui se tient au Royaume-Uni. L'abolition de l'esclavage en 1834 est suivie d'une période de quatre ans pour former les affranchis ; en réalité, il s'agit surtout, pour les anciens propriétaires d'esclaves indemnisés de la perte de main-d’œuvre, de réorganiser la production. Les affranchis quittèrent les plantations pour s'établir sur des terres inoccupées de l'intérieur du pays.
L'économie resta néanmoins dominée par une minorité de planteurs blancs et la population noire commença à se rebeller contre les mesures discriminatoires dont elle faisait l'objet. Devant l'indifférence du gouvernement britannique, une rébellion éclata à Morant Bay en 1865, suivie par un mouvement de révolte qui s'étendit à tout le pays. Elle fut brutalement réprimée : l'état d'urgence est déclaré, plus de 400 personnes furent pendues ou fusillées, plus de 600 furent flagellées (cent coups de fouet pour les hommes et 30 pour les femmes ; la corde était alors bardée de fil de fer) et un millier de maisons furent incendiées. Cette rébellion aboutit à l'abolition de l'Assemblée locale et à l'établissement d'un gouvernement colonial relevant de la Couronne. Elle ne fut finalement maîtrisée par les autorités britanniques qu'en 1884.
La crise économique qui naît de la Première Guerre mondiale est présente également en Jamaïque. Il y a plusieurs grèves et émeutes violentes qui font des morts car la colonie n’arrive pas a reprendre le dessus sur la crise. Par la suite, des syndicats émergent dont celui d'Alexander Bustamante et d'Allen Coombs (en) nommé Le Trade Union Congress (Jamaica) (en) entre les années 1935 et 1936. Dans les dix années qui suivirent, Marcus Garvey avait fondé, en 1921, la Jamaican Political Association et en 1929, le Parti national du peuple. Grâce à cet homme, les noirs vont prendre conscience de leur héritage. En 1944, il y a d’importantes modifications politiques. En 1957, il y a des réformes au niveau du conseil exécutif, il est remplacé par le conseil des ministres. Ce conseil est nommé par le Gouverneur avec les recommandations du Chief Minister.
Les mouvements nationalistes se développèrent sous l'impulsion de deux leaders jamaïcains, Alexander Bustamante (1884-1977) et Norman Manley (1893-1969). D'abord alliés puis adversaires politiques, ils alternèrent au pouvoir. Manley accéda au poste de Premier ministre en 1955 et fut un partisan de l'unité des Caraïbes anglophones, celle-ci se réalisant brièvement dans la Fédération des Indes occidentales (1958-1962). La Jamaïque obtint son indépendance, dans le cadre du Commonwealth, le 6 août 1962.
À la suite de l'indépendance, c'est Bustamante qui obtient le pouvoir. Il fait un plan de développement de l'industrialisation du pays afin de contrer la pauvreté. Cette politique économique fait ses preuves, car à la fin des années 1960, le taux de mortalité infantile a diminué, ainsi que le taux d'analphabétisme. L'espérance de vie augmente également, en dépit d'une criminalité élevée. En 1967, le gouvernement impose l'état d'urgence à Kingston.
En 1972, le Parti national du peuple (PNP) remporte sa première grande victoire électorale depuis l'indépendance et a choisi Michael Manley comme premier ministre. Manley a réaffirmé les fondements idéologiques socialistes démocratiques du PNP en s'efforçant d'accroître l'alphabétisation, l'accès à l'enseignement supérieur et l'accession à la propriété, et supprime les lois discriminatoires à l'égard des femmes et des enfants nés hors mariage. Contrairement aux politiques des premiers ministres du JLP qui l'ont précédé, il améliore les relations avec les pays socialistes tels que Cuba, soutient les rébellions anticoloniales en Afrique australe et approfondit les liens avec le Mouvement des non-alignés. Il impose également une taxe sur la bauxite. Les attaques contre la politique de Manley, qualifiée de "communiste", se sont accompagnées de violences, ce qui a conduit à la proclamation de l'état d'urgence en 1976. Néanmoins, les politiques sociales du gouvernement étaient populaires auprès des classes défavorisées, conduisant à la victoire de Manley et du PNP aux élections de 1976. Les répercussions de la crise pétrolière décidée par l'OPEP et les pressions des États-Unis conduisent le JLP à reprendre le pouvoir à l'occasion des élections de 1980. 
Le nouveau premier ministre, Edward Seaga, rompt les relations diplomatiques avec Cuba afin de se réconcilier avec Washington. L'administration du président américain Ronald Reagan a réagi positivement à la politique anticommuniste de Seaga ; la Jamaïque est devenue l'un des principaux bénéficiaires de l'aide américaine dans les Caraïbes. En octobre 1983, Seaga envoie des troupes participer à l'invasion de la Grenade pour y renverser le gouvernement communiste. Le JLP, bien qu'impopulaire, se maintient au pouvoir jusqu'en 1989 du fait du boycott des élections par le PNP, qui entendait ainsi protester contre les méthodes autoritaires du gouvernement. La crise économique et l'austérité imposée par les exigences de restructuration de la Banque mondiale et du FMI a déclenché des émeutes et une grève générale en 1985. Le JLP et le PNP alternent au pouvoir depuis lors mais ce dernier a abandonné son orientation socialiste dans les années 1990 pour se replacer au centre.

## Géographie physique

### Localisation, frontière et superficie
La Jamaïque est un territoire de l'hémisphère nord situé dans l'archipel des Caraïbes (dans les Grandes Antilles), entre le tropique du Cancer et l'équateur. L'île se situe à 17° 59' Nord (soit à peu près à la même latitude que le Yémen) et à 76° 48' Ouest (soit à peu près à la même longitude que le Pérou) . 
Les frontières maritimes que compte la Jamaïque sont partagées avec la Colombie au sud, le Honduras à l’ouest, les Îles Caïmans au nord-ouest, Cuba au Nord et Haïti au sud-est.
La superficie maritime jamaïcaine s'étend sur 258 137 km2.

#### Territoires limitrophes
| Houston, à 2 790 km    | Cuba, à 810 km       | Îles Turks-et-Caïcos, à 706 km |
| Belize, à 1 205 km     | Jamaïque             | Haïti, à 480 km                |
| Costa Rica, à 1 193 km | Colombie, à 1 510 km | Venezuela, à 1 355 km          |

### Géologie, topographie et hydrographie
Les deux-tiers de l'île sont constitués de plateaux calcaires ponctués de nombreuses formations karstiques dont les plus spectaculaires sont situées dans le "pays Cockpit".

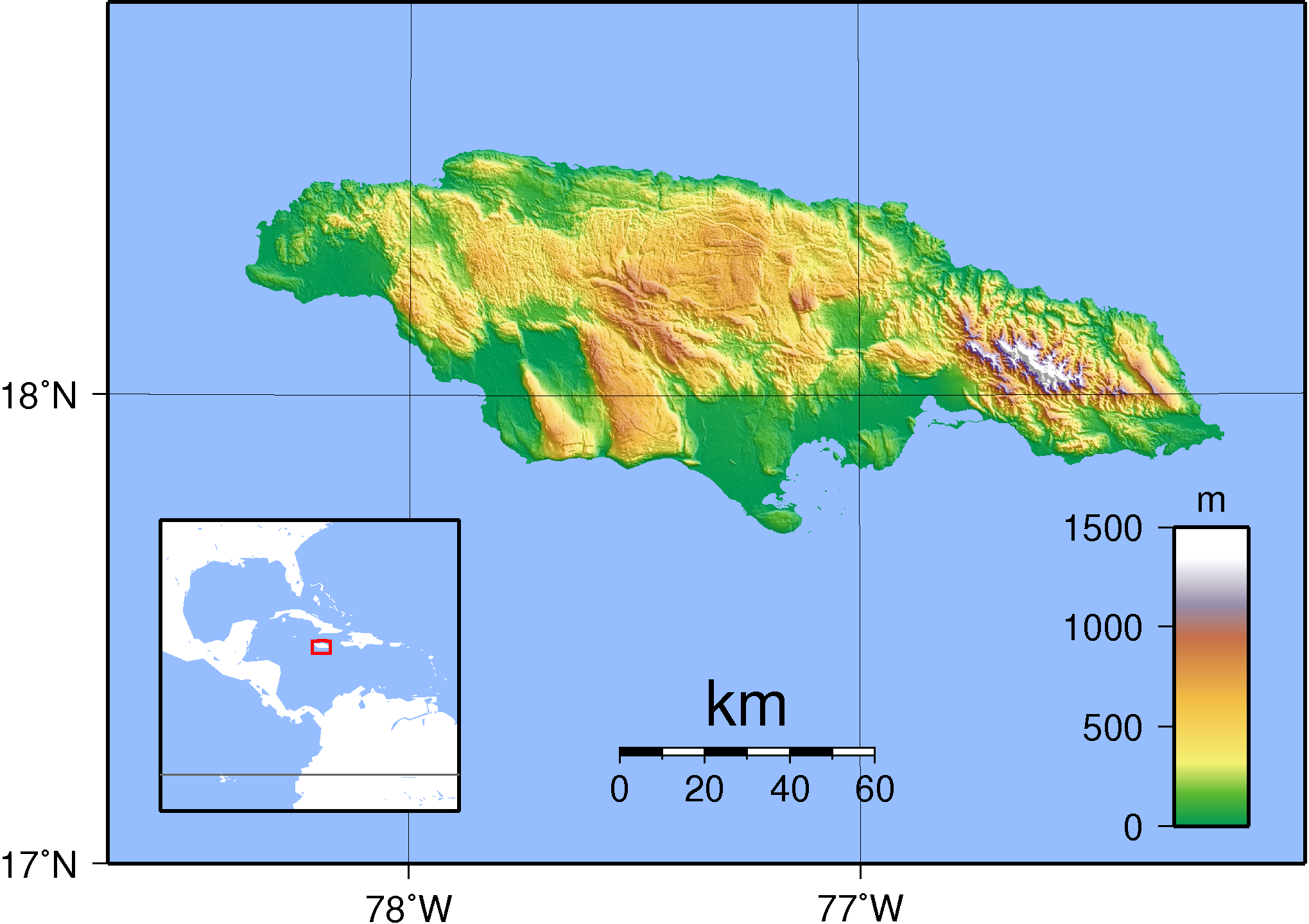
Carte topographique de la Jamaïque.

L'île de la Jamaïque est constituée de montagnes à l'intérieur des terres, entourées par une plaine côtière étroite. Pour cette raison, toutes les villes principales sont situées sur la côte.
Les chaînes de montagnes des Blue Mountains regroupent parmi les plus hauts sommets des Antilles. Le Pic Blue Montain, qui s'élève à 2 256 mètres d'altitude, est le plus haut sommet du pays.

### Climat

Carte des climats de la Jamaïque selon la classification Koppen-Geiger.

Le climat de la Jamaïque est tropical, avec un temps chaud et humide, bien que les terres aient un climat plus tempéré. Les précipitations sont très inégales d’une région à l’autre — le nord-est plus exposé — et sont plus abondantes de juin à décembre. Des risques de cyclone tropical pèsent sur l'île à la fin de l’été et au début de l'automne.

### Faune et flore
- voir aussi Liste des oiseaux des Antilles

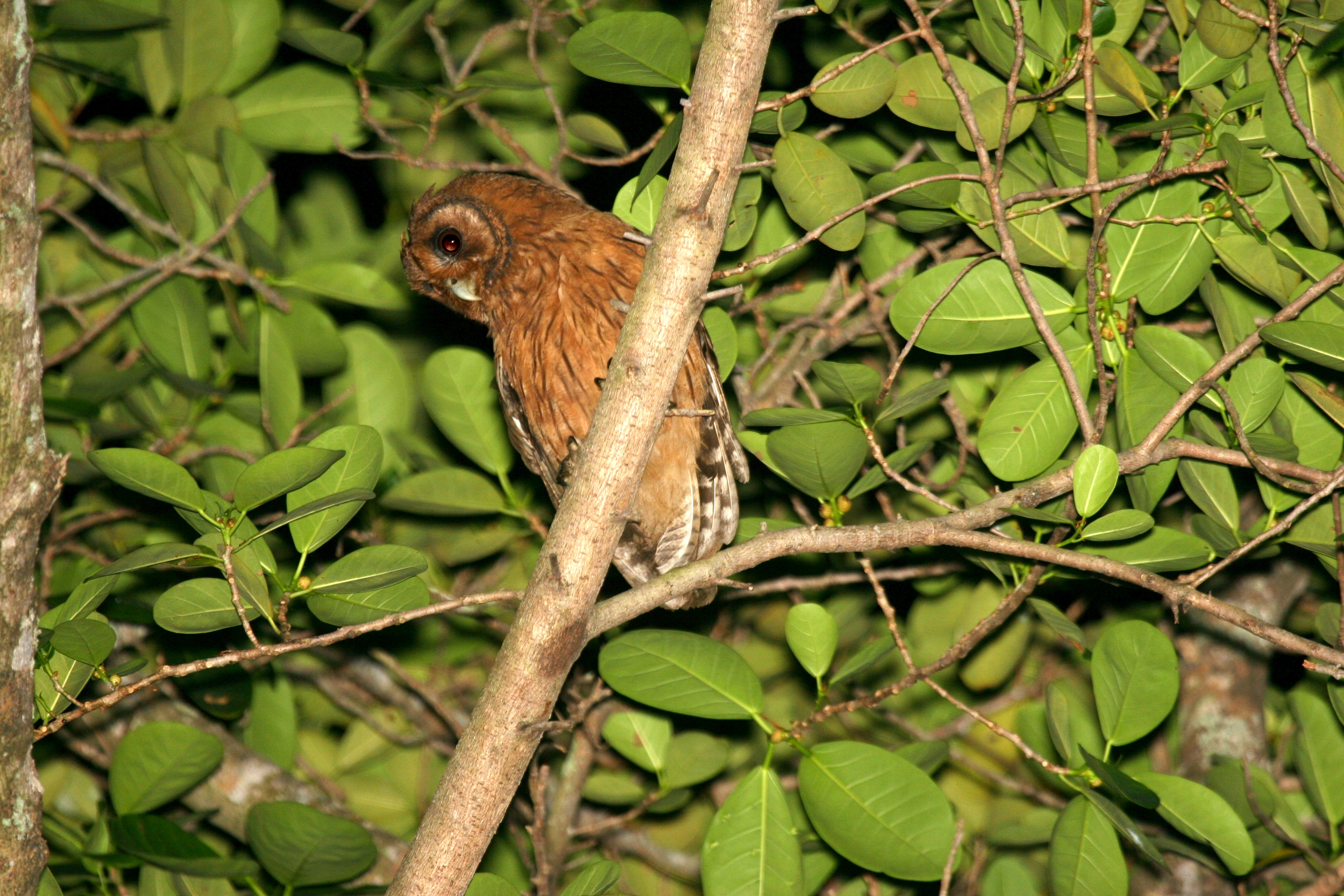
Hibou de la Jamaïque.
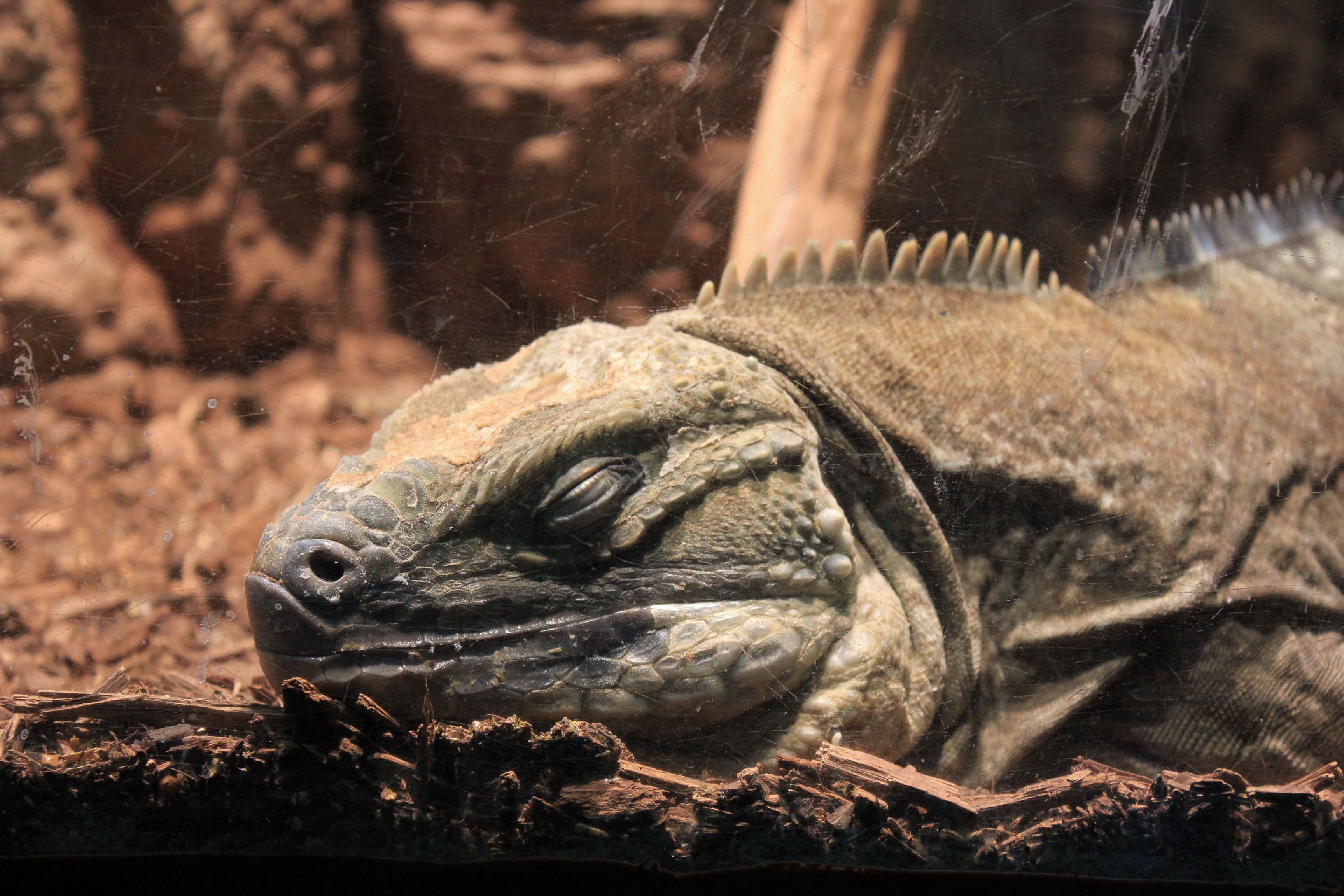
Iguane jamaïcain.

### Répartition spatiale des hommes et des activités

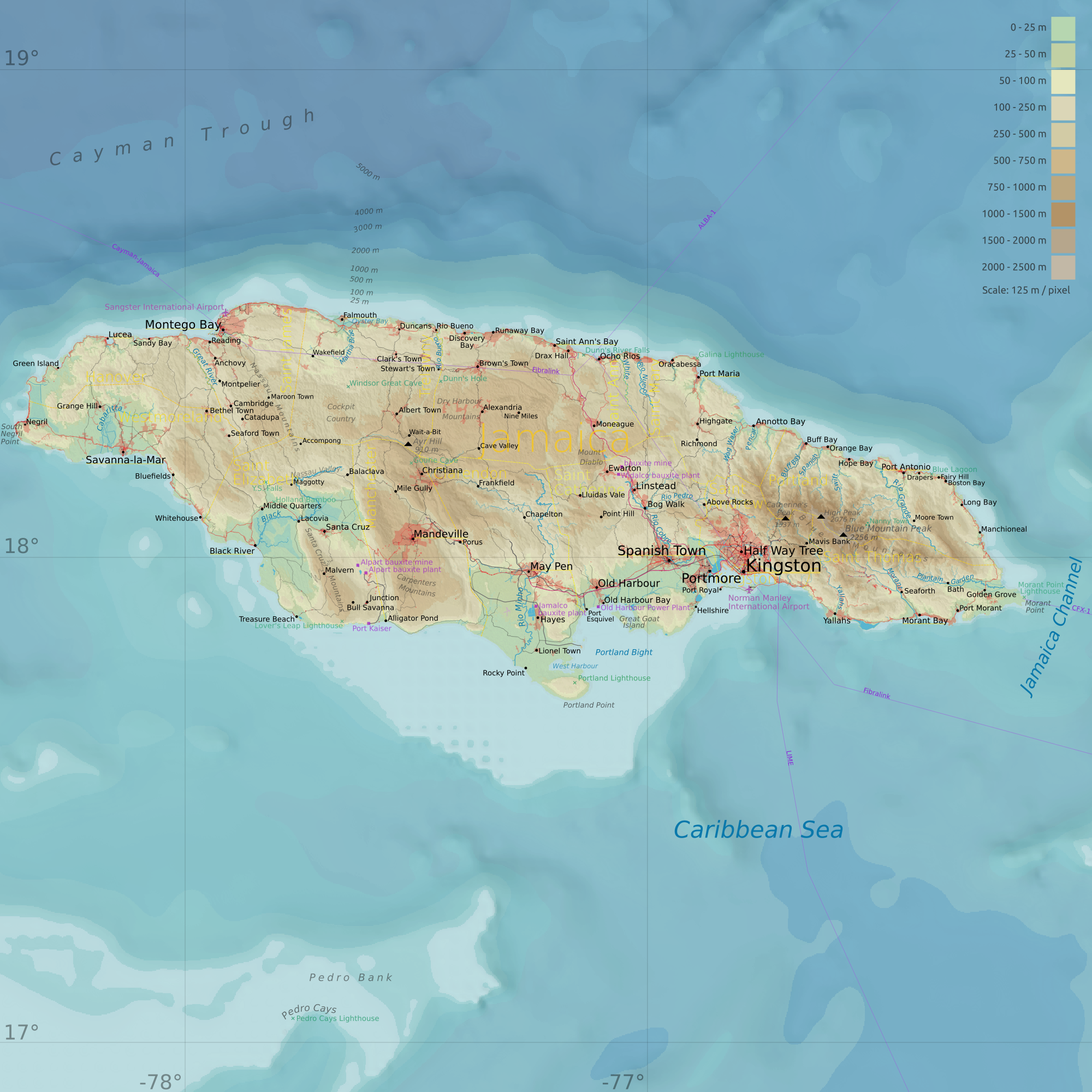

Les principales villes sont Kingston, la capitale située au sud-est de l'île, et Montego Bay située au nord-ouest.

### Axes de communication et transports
L'île compte 3 aéroports internationaux à savoir celui de Norman-Manley à Kingston, de Ian Fleming à Ocho Rios, de Donald-Sangster à Montego Bay ; et l'aérodrome de Negril.

## Politique

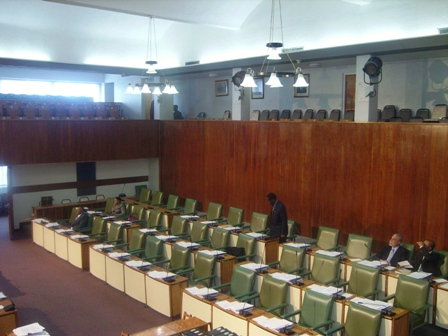
À l'intérieur du Parlement de Jamaïque.

La Jamaïque est indépendante et membre du Commonwealth depuis 1962. Reconnaissant le souverain britannique comme chef d'État, la Jamaïque est une monarchie constitutionnelle (royaume du Commonwealth) qui fonctionne sur les bases du parlementarisme britannique. L'actuel chef de l’État, le roi Charles III, est représenté par un gouverneur général.
Depuis le 26 février 2009, le gouverneur général est Patrick Allen, né en 1951, un pasteur de l'Église adventiste du septième jour. Cet ancien président de l'Union des Indes de l'Ouest exerce les pouvoirs et attributions du souverain en Jamaïque.
En janvier 2012, le retour au pouvoir du Parti national du peuple mené par Portia Simpson-Miller pouvait remettre en cause le statut monarchique du pays. En effet, lors de son discours d'investiture en tant que Première ministre, cette dernière avait annoncé vouloir « couper le cordon avec la couronne britannique », en ajoutant : « Nous initialiserons le processus de détachement de la monarchie pour devenir une république, avec notre propre président autochtone pour chef d’État ». Cependant, après quatre ans de pouvoir, le PNP a perdu les élections législatives au profit du Parti travailliste, sans avoir mis en œuvre son projet. En 2016, Andrew Holness devient Premier ministre. En 2024, pour la première fois, un projet de loi a été déposé sur la transition vers une république, après quoi il nécessite un examen par des commissions mixtes, suivi d'un vote parlementaire et enfin d'un référendum.

### Ordres et décorations
- L'ordre du Héros national
- L'ordre de la Nation
- L'ordre de l'Excellence
- L'ordre du Mérite
- L'ordre de Jamaïque
- L'ordre de la Distinction

## Subdivisions

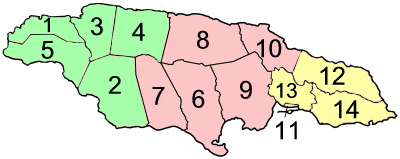
Les comtés et paroisses de la Jamaïque.

La Jamaïque est subdivisée en 3 comtés et 14 paroisses :
- Comté de Cornwall, à l'ouest (en vert sur la carte), subdivisé en 5 paroisses de :

1 - Hanover ;
2 - Saint Elizabeth ;
3 - Saint James ;
4 - Trelawny ;
5 - Westmoreland.
- Comté du Middlesex, au centre (en rouge sur la carte), subdivisé en 5 paroisses de :

6 - Clarendon ;
7 - Manchester ;
8 - Saint Ann ;
9 - Saint Catherine ;
10 - Saint Mary.
- Comté de Surrey à l'est (en jaune sur la carte), subdivisé en 4 paroisses de :

11 - Kingston ;
12 - Portland ;
13 - Saint Andrew ;
14 - Saint Thomas.

## Économie
L'économie de la Jamaïque est fondée sur les ressources naturelles, telle la bauxite, et a un climat favorable à l'agriculture et au tourisme qui est la principale source de revenus et fournit environ un quart de tous les emplois du pays. Des découvertes de gisements de bauxite dans les années 1940 ont fait de la Jamaïque, ce dès les années 1970, un des premiers pays exportateurs de ce minerai. C'est également un pavillon de complaisance. En 2024, la Jamaïque est classée en 79e position pour l'indice mondial de l'innovation.

## Démographie

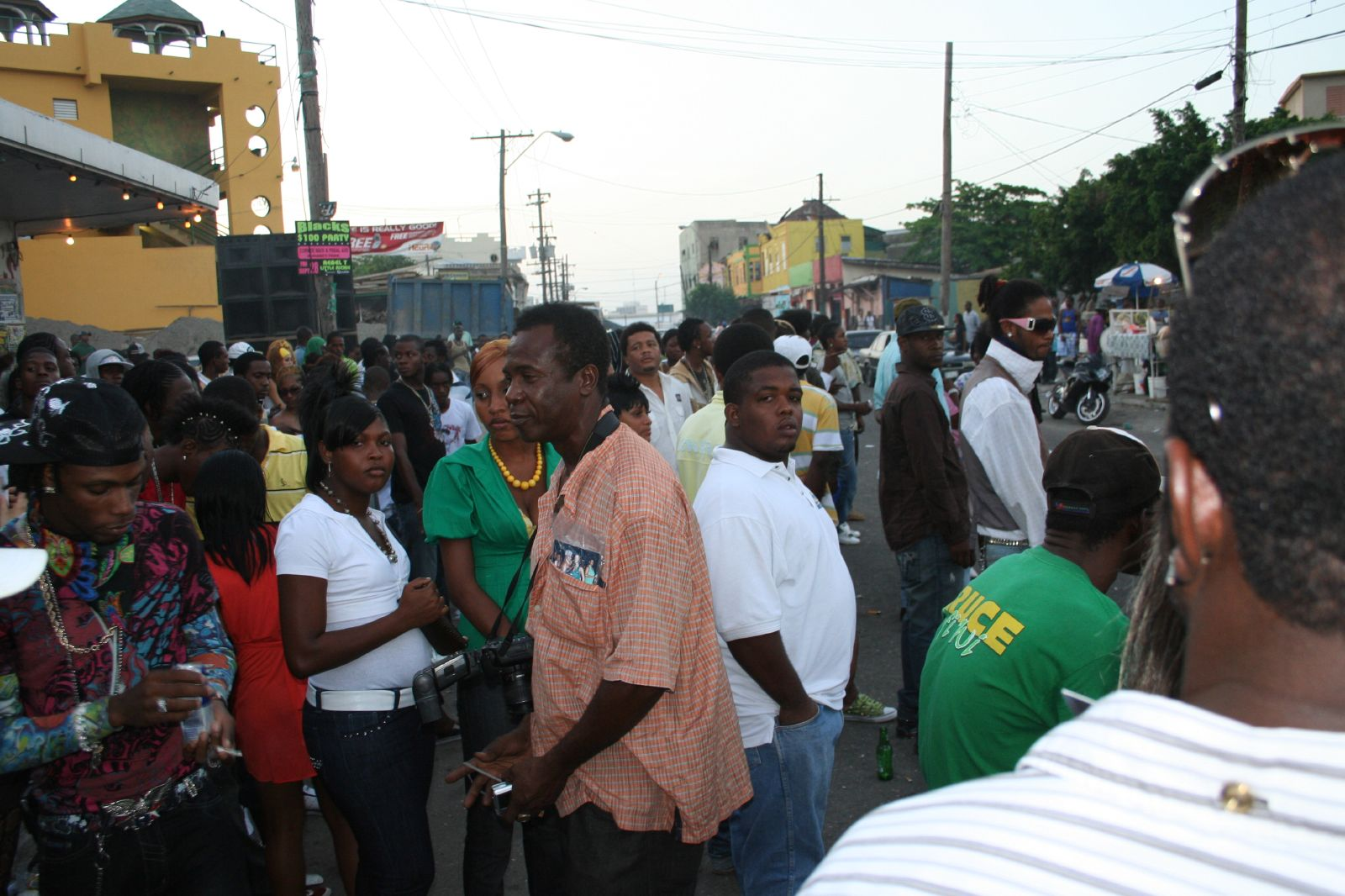
Kingston.

Lors du recensement de 1960, 76 % de la population descendait des esclaves noirs, 15 % des colons européens et le reste de la population se répartissait entre Chinois, Indiens et métis. Le pays se caractérise par des clivages ethniques et religieux qui ne sont pas forcément superposables, induisant un usage politique de ces différences moins marqué que dans d'autres parties des Caraïbes.
En 2017, la population du pays était estimée à 2 990 561 habitants. La quasi-totalité de la population était composée de Noirs ou métis descendant des esclaves. Une minorité blanche européenne (1 %), mais aussi une minorité non négligeable d'immigrants asiatiques (0,8 %).
Comme la plupart des autres États des Caraïbes la Jamaïque a une législation conservatrice s'agissant des minorités sexuelles. L'homosexualité est illégale et peut conduire à la prison. Les articles 76, 77 et 79 du code pénal jamaïcain sont hérités d’une loi coloniale de 1864 qui punit de prison et de travaux forcés « le crime abominable de sodomie ». 

## Éducation
L'île dispose d'une université régionale publique, l'université des Indes occidentales (UWI). Cette université a été créée initialement en 1948 en Jamaïque, sur le campus de Mona, en tant qu'University College of West Indies (UCWI) comme une part de l'université de Londres. Elle a obtenu le statut d'université indépendante en 1962. Le Campus Saint-Augustine à Trinité-et-Tobago, anciennement l'Imperial College of Tropical Agriculture, a été lancé en 1960 et le campus de Cave Hill à la Barbade a été fondé en 1963. Cette Université est répartie sur 17 États indépendants de la Caraïbe. En dehors des 3 campus de la Jamaïque, de Trinidad-et-Tobago et de la Barbade, des centres universitaires sont situés dans chacun des 14 autres pays. Cinq facultés sont communes aux trois campus : faculté des Sciences humaines et des Sciences de l'Éducation, faculté de Droit, faculté des Sciences médicales, faculté de Sciences et de Technologie et faculté des Sciences Sociales. Le campus de Mona regroupe environ 15 000 étudiants pour un total de près de 40 000 étudiants pour l'ensemble de l'UWI.
En plus de l'université des West Indies, l'île dispose également d'une université privée, l'université de la Caraïbe du Nord (Northern Caribbean University). C'est une université confessionnelle des adventistes du 7e jour qui dispose de quatre campus en Jamaïque pour un total d'environ 5 600 étudiants.

## Langues
La langue officielle est l'anglais, qui peut se retrouver sous forme de dialecte, l'anglais jamaïcain, bien que la langue maternelle de la grande majorité de la population soit le créole jamaïcain.
Il existe également un patois, qui possède lui-même une variante : le patois rasta.

## Culture

### Cuisine
- Ackee & Saltfish
- Jerk Chicken
- Pâté au bœuf

### Musique

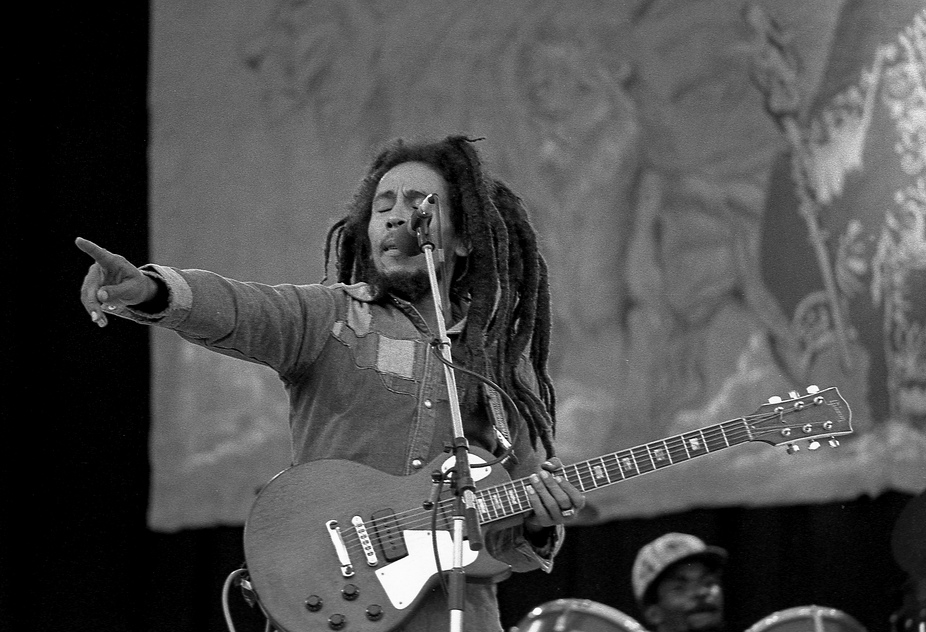
Bob Marley.

La Jamaïque a vu naître des genres musicaux à succès, en particulier le mento, le ska, le rocksteady, le reggae (et ses variantes, le dub, le dancehall, le rubadub…), la raggamuffin…
Parmi les artistes musicaux jamaïcains ou d'origine jamaïcaine, on trouve notamment Bob Marley, Biggie Smalls, Max Romeo, Jimmy Cliff, Shenseea (en), Winston Rodney (Burning Spear), Joseph Hill (Culture), Laurel Aitken, Peter Tosh, Bunny Wailer, U Roy, Barrington Levy, Jacob Miller, Dennis Brown, Lee Scratch Perry, King Tubby, Sean Paul, Buju Banton, Toots Hibbert (Toots and the Maytals), Shaggy, Dillinger, Garnett Silk, Capleton, Eek-A-Mouse, Albert Griffiths, Steve Wilks (en), Vybz Kartel, Mavado, Alkaline, Elephant Man, Sizzla, Bounty Killer, Beenie Man, Stephen Marley, Rohan Marley, Ziggy Marley, Damian Marley, Ky-Mani Marley, Jorja Smith, Busy Signal, Leigh-Anne Pinnock, Megan Thee Stallion etc.

## Religion
Le christianisme est la religion majoritaire en Jamaïque.

### Mouvement rastafari
Le mouvement rastafari est une branche du christianisme mais ne reconnaît en aucun cas Jésus comme le Messie mais le Rastafari Makonnen, Hailé Sélassié Ier, empereur d’Éthiopie au XXe siècle, comme le « Jah », abréviation de Jéhovah, sur Terre à la suite d'une prophétie du révérend Marcus Garvey.
Hailé Sélassié signifie pouvoir de la trinité. Hailé Sélassié Ier se fit introniser avec la charge de « Roi des Rois, Seigneur des Seigneurs, Lion conquérant de la tribu de Juda, élu de Dieu, Lumière de ce Monde, défenseur de la foi », comme tous les empereurs d’Éthiopie.
Ce mouvement est souvent considéré comme une religion en raison de ses rites tirés de la Bible mais les rastafariens, appelés rastas, le conçoivent comme un mode de vie et une manière de représenter le monde depuis sa création.

## Sport

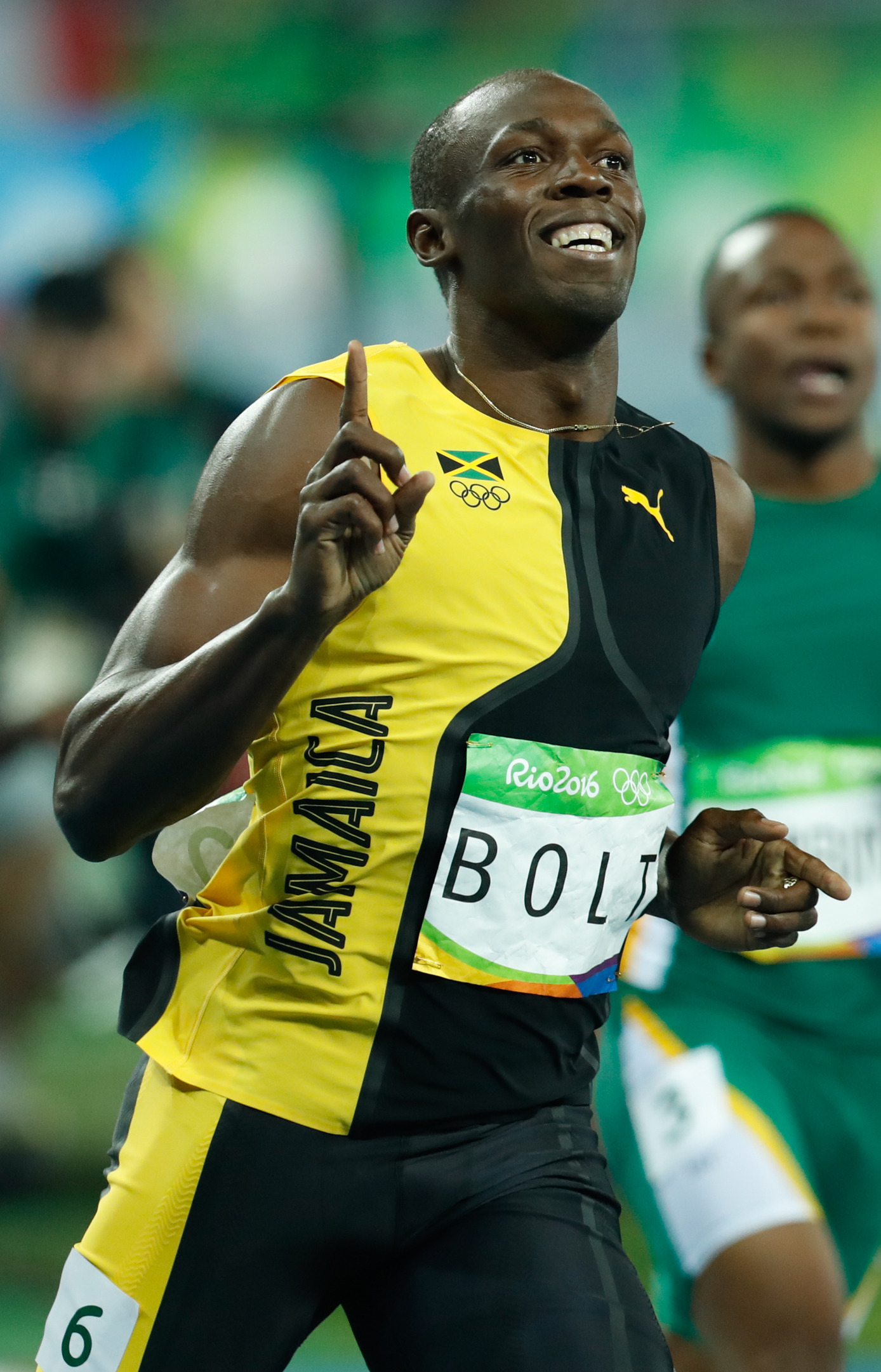
Usain Bolt, triple champion olympique du 100 m et du 200 m.

La Jamaïque s'est distinguée au cours de ces treize dernières années dans le domaine sportif en se classant au 13e rang des Jeux olympiques d'été de 2008 à Pékin (6 médailles d'or, 3 médailles d'argent et 2 médailles de bronze). C'est principalement en athlétisme que le pays produit ses meilleurs athlètes tels qu'Usain Bolt (actuel détenteur du record du monde du 100 mètres et du 200 mètres), Yohan Blake, Asafa Powell, Veronica Campbell-Brown ou encore Shelly-Ann Fraser-Pryce.
Au cours des Jeux olympiques d'été de 2012 à Londres, la Jamaïque se positionne à la 18e place dans le tableau des médailles (4 médailles d'or, 4 médailles d'argent et 4 médailles de bronze). La totalité des médailles est remportée dans les épreuves d'athlétisme, notamment en sprint, relais et haies. Les athlètes jamaïcains se font particulièrement remarquer en remportant les 3 premières places du 200 mètres hommes. C'est aussi lors de ces Jeux qu'Usain Bolt devient le seul athlète avec l'Américain Carl Lewis à conserver un titre olympique du 100 mètres, quatre ans après ses exploits à Pékin, et le seul à conserver le titre du 200 mètres. La Jamaïque est l'actuelle détentrice du record du monde du 4 × 100 mètres (36 s 84, réalisés lors de ces mêmes Jeux).
À Sotchi en 2014, l'équipe de bobsleigh Jamaïcaine participera à la 1re manche des Jeux olympiques.
La Jamaïque a été le pays hôte des Jeux de l'Empire britannique et du Commonwealth de 1966, à Kingston.